# Joseph Noel Paton

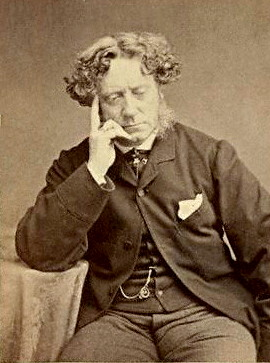
Joseph Noel Paton, door Thomas Annan

Joseph Noel Paton (Dunfermline, 13 december 1821 — Edinburgh, 26 december 1901) was een Schots kunstenaar. 
Hij werd geboren in een familie van wevers die werkte met damast. Joseph zette voor een tijdje het werk van zijn familie verder. Maar hij had een sterke artistieke roeping en studeerde voor een korte tijd aan de Royal Academy of Arts in Londen in het jaar 1843. Hij schilderde in de prerafaëlitische stijl. Hij specialiseerde zich in historische schilderijen, onder zijn werk bevinden zich sprookjesfiguren als feeën en religieuze onderwerpen. Het eerste werk dat aan het publiek werd getoond was Ruth Gleaning, het werk werd getoond in de Royal Scottish Academy in 1844. 
Hij won een aantal prijzen voor zijn werk, waaronder twee voor zijn meest beroemde werken: The Quarrel of Oberon and Titania (getoond in 1846 in The Royal Scottish Academy) en The Reconciliation of Oberon and Titania getoond in 1847 in Westminster Hall). Beide werken zijn toegankelijk voor het publiek in de National Gallery. 
Hij werd bestuurslid van The Royal Scottish Academy in 1847, in 1858 huwde hij Margaret Ferrier, het paar had elf kinderen (zeven zonen en vier dochters), de oudste Diarmid Noel Paton (1859-1928) werd hoogleraar in de filosofie aan de universiteit van Glasgow in 1906. Zijn jongste zoon, Frederick Noel Paton (1861), werd de directeur van een reclamebureau voor de regering in India. In 1865 werd Joseph benoemd als een van de schilders die portretten maakt voor de koninklijke familie. Hij bracht ook twee bundels met gedichten uit en maakte een aantal sculpturen. In 1867 ontving hij de adellijke titel van ridder en in 1878 kreeg hij een doctoraat van de universiteit van Edinburgh.
Hij was tevens een bekend antiekverzamelaar en -handelaar.

## Galerij

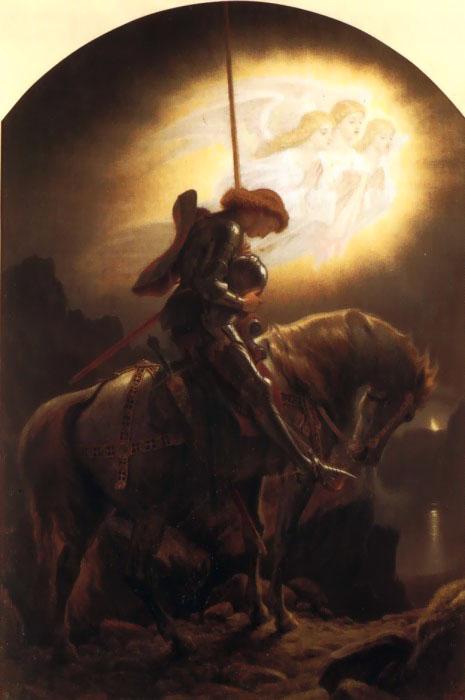
Sir Galahad
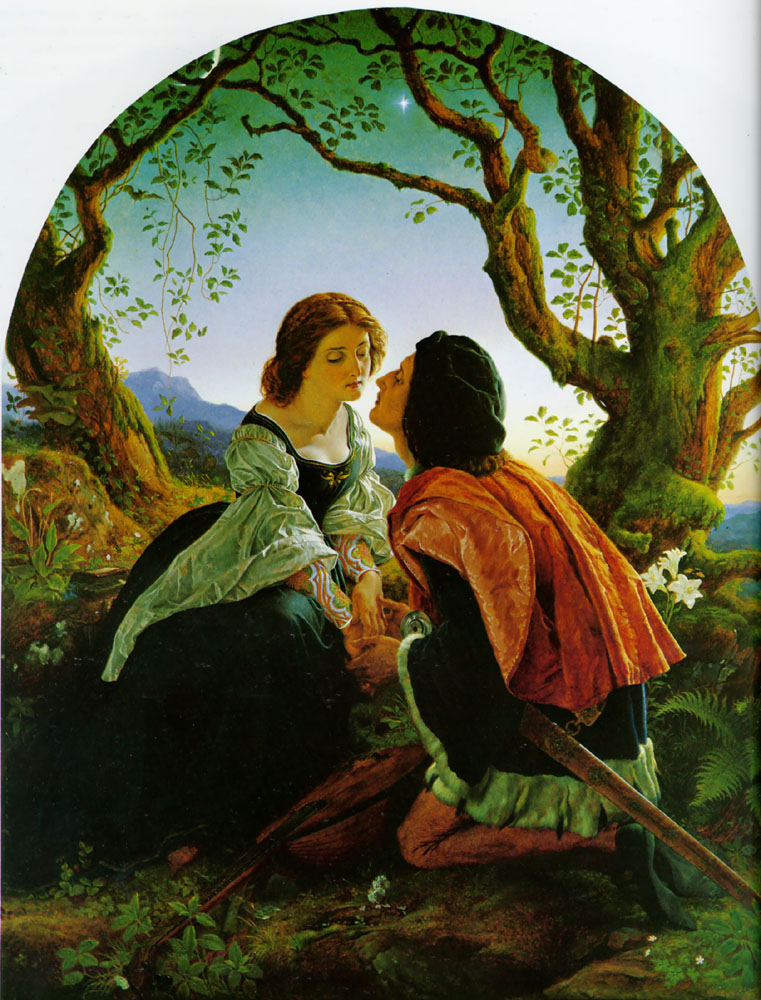
Hesperus
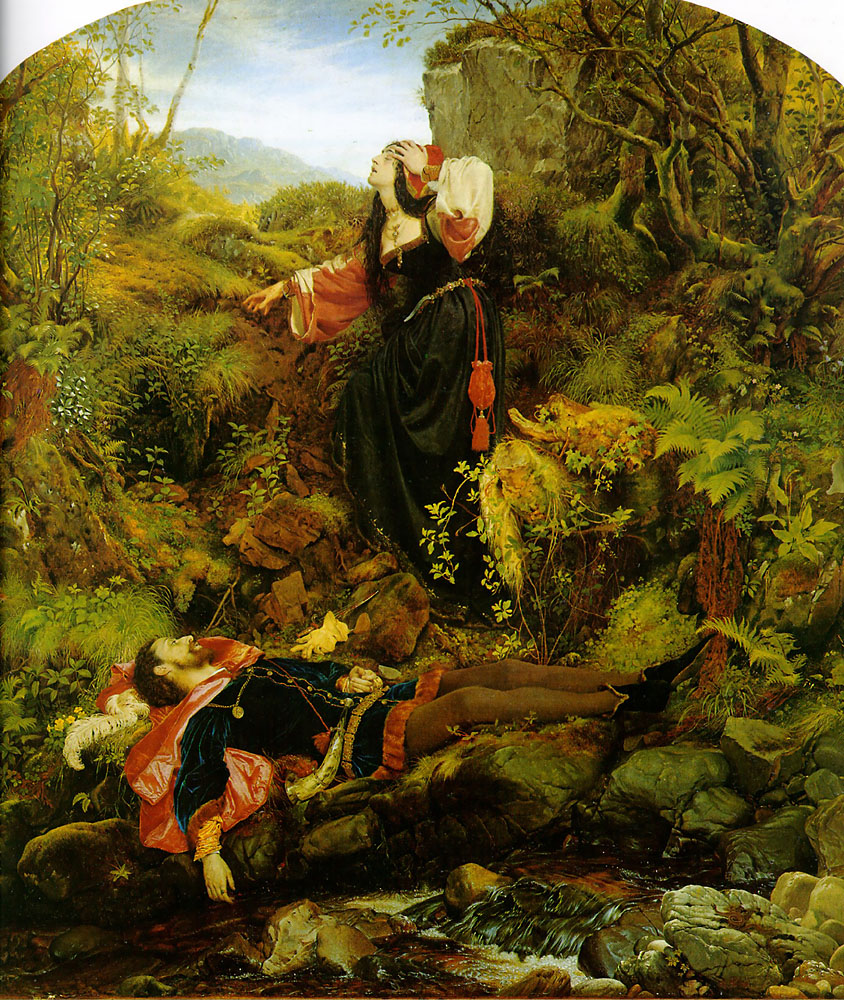
The Bluidie Tryst
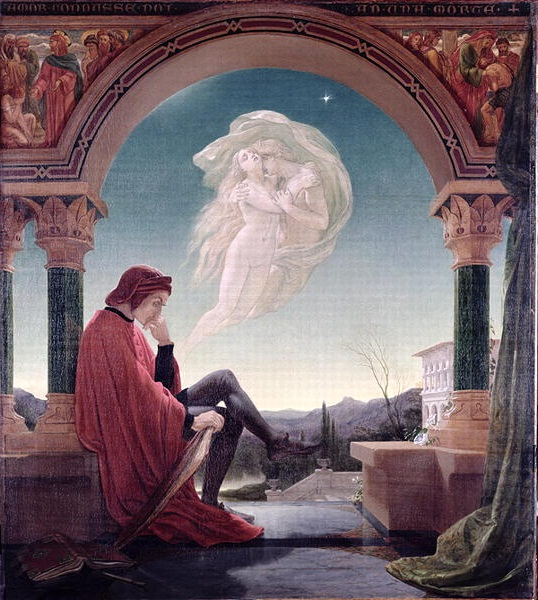
Francesca en Paolo